# Temporada 1985 del Campeonato Mundial de Resistencia

## 1000 Kilómetros de Mugello
| 14/04/1985 Autódromo de Mugello | 14/04/1985 Autódromo de Mugello | 14/04/1985 Autódromo de Mugello | 14/04/1985 Autódromo de Mugello | 14/04/1985 Autódromo de Mugello | 14/04/1985 Autódromo de Mugello |
| Pos                             | N°                              | Piloto                          | Auto                            | Equipo                          | Clase                           |
| ------------------------------- | ------------------------------- | ------------------------------- | ------------------------------- | ------------------------------- | ------------------------------- |
| 1°                              | 1                               | Ickx / Mass                     | Porsche 962 C                   | Rothmans Porsche                | C1                              |
| 2°                              | 10                              | Surer / Winkelhock              | Porsche 962 C                   | Porsche Kremer Racing           | C1                              |
| 3°                              | 19                              | Bellof / Boutsen                | Porsche 962 C                   | Brun Motorsport                 | C1                              |
| 4°                              | 5                               | Wollek / Baldi                  | Lancia LC2-85                   | Martini Racing                  | C1                              |
| 5°                              | 11                              | Ludwig / Fouché / Mussato       | Porsche 956B                    | Porsche Kremer Racing           | C1                              |
| 6°                              | 26                              | Thackwell / Regout / Lässig     | Porsche 956                     | Obermaier Racing Team           | C1                              |
| 7°                              | 70                              | Bellm / Spice                   | Spice-Tiga GC85 Ford            | Spice Engineering               | C2                              |
| 8°                              | 80                              | Facetti / Finotto / Daccò       | Alba AR2 Giannini               | Carma FF                        | C2                              |
| 9°                              | 90                              | Jensen / Winther                | URD C83 BMW                     | Jens Winther Denmark            | C2                              |
| 10°                             | 155                             | "Victor" / Bertuzzi / Giudici   | Porsche 935                     | "Victor"                        | GTX                             |
| 11°                             | 151                             | Gall / Felder                   | BMW M1                          | Helmut Gall                     | B                               |
| 12°                             | 88                              | Andrews / Ashmore / Payne       | Ceekar 83J-1 Ford               | Ark Racing/Arthur Hough Racing  | C2                              |
| 13°                             | 98                              | Smith / Wood / Rossiter         | Tiga GC284 Ford Turbo           | Roy Baker Promotions            | C2                              |
| 14°                             | 2                               | Bell / Stuck                    | Porsche 962 C                   | Rothmans Porsche                | C1                              |
| 15°                             | 4                               | Patrese / Nannini               | Lancia LC2-85                   | Martini Racing                  | C1                              |
| 16°                             | 18                              | Larrauri / Sigala               | Porsche 956                     | Brun Motorsport                 | C1                              |
| 17°                             | 23                              | Brancatelli / de Dryver         | Cheetah G604 Aston Martin       | Cheetah Automobiles Switzerland | C1                              |

## 1000 Kilómetros de Monza
| 28/04/1985 Autódromo de Monza | 28/04/1985 Autódromo de Monza | 28/04/1985 Autódromo de Monza       | 28/04/1985 Autódromo de Monza | 28/04/1985 Autódromo de Monza     | 28/04/1985 Autódromo de Monza |
| Pos                           | N°                            | Piloto                              | Auto                          | Equipo                            | Clase                         |
| ----------------------------- | ----------------------------- | ----------------------------------- | ----------------------------- | --------------------------------- | ----------------------------- |
| 1°                            | 10                            | Winkelhock / Surer                  | Porsche 962 C                 | Porsche Kremer Racing             | C1                            |
| 2°                            | 3                             | Stuck / Bell                        | Porsche 956                   | Rothmans Porsche                  | C1                            |
| 3°                            | 4                             | Patrese / Nannini                   | Lancia LC2-85                 | Martini Lancia                    | C1                            |
| 4°                            | 1                             | Mass / Ickx                         | Porsche 962 C                 | Rothmans Porsche                  | C1                            |
| 5°                            | 14                            | Palmer / Lammers                    | Porsche 956 GTi               | Richard Lloyd Racing with Porsche | C1                            |
| 6°                            | 19                            | Larrauri / Sigala / Zorzi           | Porsche 956                   | Brun Motorsport                   | C1                            |
| 7°                            | 70                            | Spice / Bellm                       | Spice-Tiga GC85 Ford          | Spice Engineering                 | C2                            |
| 8°                            | 11                            | Fouché / van der Merwe / Giacomelli | Porsche 956B                  | Porsche Kremer Racing             | C1                            |
| 9°                            | 7                             | Barilla / Heyer                     | Porsche 956                   | New Man Joest Racing              | C1                            |
| 10°                           | 79                            | Mallock / Wilds                     | Ecosse C285 Ford              | Ecurie Ecosse                     | C2                            |
| 11°                           | 55                            | Wood / Niedzwiedz / Lopez           | Porsche 956                   | John Fitzpatrick Racing           | C1                            |
| 12°                           | 90                            | Winther / Mercer                    | URD C83 BMW                   | Jens Winther                      | C2                            |
| 13°                           | 72                            | Jelinski / Lechner / Gebhardt       | Gebhardt JC842 BMW            | Gebhardt Motorsport               | C2                            |
| 14°                           | 171                           | "Victor" / Bertuzzi / Giudici       | Porsche 935                   | "Victor"                          | GTX                           |
| 15°                           | 75                            | Harrower / Jones / Duffield         | Gebhardt JC843 Ford           | A.D.A. Engineering                | C2                            |
| 16°                           | 33                            | Gartner / Acheson                   | Porsche 956B                  | John Fitzpatrick Racing           | C1                            |
| 17°                           | 88                            | Ashmore / Payne / Andrews           | Ceekar 83J-1 Ford             | Ark Racing/Arthur Hough Racing    | C2                            |
| 18°                           | 18                            | Boutsen / Bellof                    | Porsche 962 C                 | Brun Motorsport                   | C1                            |
| 19°                           | 98                            | Smith / Hoy                         | Tiga GC284 Ford Turbo         | Roy Baker Promotions              | C2                            |
| 20°                           | 26                            | Lässig / Regout / Pareja            | Porsche 956                   | Obermaier Racing Team             | C1                            |
| 21°                           | 80                            | Facetti / Finotto / Daccò           | Alba AR6 Carma                | Carma FF                          | C2                            |
| 22°                           | 5                             | Wollek / Baldi                      | Lancia LC2-85                 | Martini Lancia                    | C1                            |
| 23°                           | 81                            | Kessel / Coppelli / Frey            | Alba AR2 Carma                | Carma FF                          | C2                            |
| 24°                           | 23                            | Brancatelli / de Dryver             | Cheetah G604 Aston Martin     | Cheetah Automobiles               | C1                            |
| 25°                           | 97                            | Dickens / Schanche                  | Strandell 85 Porsche          | Strandell Motors                  | C2                            |

## 1000 Kilómetros de Silverstone
| 12/05/1985 Autódromo de Silverstone | 12/05/1985 Autódromo de Silverstone | 12/05/1985 Autódromo de Silverstone | 12/05/1985 Autódromo de Silverstone | 12/05/1985 Autódromo de Silverstone | 12/05/1985 Autódromo de Silverstone |
| Pos                                 | N°                                  | Piloto                              | Auto                                | Equipo                              | Clase                               |
| ----------------------------------- | ----------------------------------- | ----------------------------------- | ----------------------------------- | ----------------------------------- | ----------------------------------- |
| 1°                                  | 1                                   | Ickx / Mass                         | Porsche 962 C                       | Rothmans Porsche                    | C1                                  |
| 2°                                  | 2                                   | Bell / Stuck                        | Porsche 956                         | Rothmans Porsche                    | C1                                  |
| 3°                                  | 4                                   | Patrese / Nannini                   | Lancia LC2-85                       | Martini Lancia                      | C1                                  |
| 4°                                  | 10                                  | Winkelhock / Surer                  | Porsche 962 C                       | Kremer Porsche Racing               | C1                                  |
| 5°                                  | 14                                  | Palmer / Lammers                    | Porsche 956 GTi                     | Richard Lloyd Racing with Porsche   | C1                                  |
| 6°                                  | 7                                   | Barilla / Ludwig / Belmondo         | Porsche 956                         | New Man - Joest Racing              | C1                                  |
| 7°                                  | 26                                  | Regout / Lässig / Pareja            | Porsche 956                         | Obermaier Racing Team               | C1                                  |
| 8°                                  | 11                                  | Fouché / Coppelli / van der Merwe   | Porsche 956B                        | Kremer Porsche Racing               | C1                                  |
| 9°                                  | 79                                  | Wilds / Mallock                     | Ecosse C285 Ford                    | Ecurie Ecosse                       | C2                                  |
| 10°                                 | 19                                  | Boutsen / Brun                      | Porsche 962 C                       | Brun Motorsport                     | C1                                  |
| 11°                                 | 70                                  | Bellm / Spice                       | Spice-Tiga GC85 Ford                | Spice Engineering Ltd.              | C2                                  |
| 12°                                 | 5                                   | Wollek / Baldi                      | Lancia LC2-85                       | Martini Lancia                      | C1                                  |
| 13°                                 | 97                                  | Schanche / Dickens                  | Strandell 85 Porsche                | Strandell Motors                    | C2                                  |
| 14°                                 | 74                                  | Jelinski / Graham / Adams           | Gebhardt JC853 Ford                 | Gebhardt Engineering                | C2                                  |
| 15°                                 | 88                                  | Payne / Ashmore / Andrews           | Ceekar 83J-1 Ford                   | Arthur Hough Pressings/Ark Racing   | C2                                  |
| 16°                                 | 86                                  | Kennedy / Terada                    | Mazda 737C                          | Mazdaspeed Co. Ltd.                 | C2                                  |
| 17°                                 | 80                                  | Finotto / Daccò / Facetti           | Alba AR6 Carma                      | Carma F.F. SRL                      | C2                                  |
| 18°                                 | 81                                  | Frey / Kessel                       | Alba AR2 Carma                      | Carma F.F. SRL                      | C2                                  |
| 19°                                 | 85                                  | Katayama / Yorino                   | Mazda 737C                          | Mazdaspeed Co. Ltd.                 | C2                                  |
| 20°                                 | 18                                  | Larrauri / Sigala                   | Porsche 956                         | Brun Motorsport                     | C1                                  |
| 21°                                 | 69T                                 | Schuppan / Weaver                   | Porsche 956                         | Richard Lloyd Racing with Porsche   | C1                                  |
| 22°                                 | 75                                  | Galvin / Earle / Harrower           | Gebhardt JC843 Ford                 | A.D.A. Engineering                  | C2                                  |
| 23°                                 | 33                                  | Gartner / Hobbs                     | Porsche 956B                        | John Fitzpatrick Racing             | C1                                  |
| 24°                                 | 90                                  | Mercer / Winther                    | URD C83 BMW                         | Jens Winther "Castrol Denmark"      | C2                                  |
| 25°                                 | 66                                  | Needell / O'Rourke / Evans          | EMKA C84/1 Aston Martin             | Emka Productions Ltd.               | C1                                  |
| 26°                                 | 55                                  | Wood / Lopez / Edwards              | Porsche 956                         | John Fitzpatrick Racing             | C1                                  |
| 27°                                 | 82                                  | Giangrossi / Barberio / Gellini     | Alba AR3 Ford                       | Grifo Autoracing                    | C2                                  |
| 28°                                 | 24                                  | Cooper / Brindley                   | Cheetah G604 Aston Martin           | Cheetah Automobiles Switzerland     | C1                                  |
| 29°                                 | 67                                  | Lee-Davey / Crang                   | Tiga GC84 Ford                      | Spice Engineering                   | C1                                  |
| 30°                                 | 98                                  | Thyrring / Hoy                      | Tiga GC284 Ford Turbo               | R.B. Promotions Ltd.                | C2                                  |
| 31°                                 | 31                                  | Rousselot / Yver / Rondeau          | Rondeau M382 Ford                   | Primagaz/Sovico                     | C1                                  |

## 24 Horas de Le Mans
| 16/06/1985 Circuito de la Sarthe | 16/06/1985 Circuito de la Sarthe | 16/06/1985 Circuito de la Sarthe  | 16/06/1985 Circuito de la Sarthe | 16/06/1985 Circuito de la Sarthe         | 16/06/1985 Circuito de la Sarthe |
| Pos                              | N°                               | Piloto                            | Auto                             | Equipo                                   | Clase                            |
| -------------------------------- | -------------------------------- | --------------------------------- | -------------------------------- | ---------------------------------------- | -------------------------------- |
| 1°                               | 7                                | Barilla / Ludwig / "Winter"       | Porsche 956B                     | New-Man-Joest Racing                     | C1                               |
| 2°                               | 14                               | Palmer / Weaver / Lloyd           | Porsche 956 GTi                  | R. Lloyd Racing                          | C1                               |
| 3°                               | 2                                | Bell / Stuck                      | Porsche 962 C                    | Rothmans-Porsche                         | C1                               |
| 4°                               | 33                               | Hobbs / Gartner / Edwards         | Porsche 956B                     | Fitzpatrick Porsche Team                 | C1                               |
| 5°                               | 10                               | van der Merwe / Fouché / Hytten   | Porsche 956B                     | Kremer Porsche Racing                    | C1                               |
| 6°                               | 4                                | Wollek / Nannini / Cesario        | Lancia LC2-85                    | Martini-Lancia                           | C1                               |
| 7°                               | 5                                | Pescarolo / Baldi                 | Lancia LC2-85                    | Martini-Lancia                           | C1                               |
| 8°                               | 26                               | Lässig / Regout / Pareja          | Porsche 956                      | Obermaier Racing Team                    | C1                               |
| 9°                               | 11                               | Jarier / Thackwell / Konrad       | Porsche 962 C                    | Kremer Porsche Racing                    | C1                               |
| 10°                              | 1                                | Ickx / Mass                       | Porsche 962 C                    | Rothmans-Porsche                         | C1                               |
| 11°                              | 66                               | Needell / Faure / O'Rourke        | EMKA C84/1 Aston Martin          | Emka Productions Ltd.                    | C1                               |
| 12°                              | 36                               | Nakajima / Sekiya / Hoshino       | Tom's 85C-L Toyota               | Tom's Team                               | C1                               |
| 13°                              | 44                               | Tullius / Robinson / Ballot-Léna  | Jaguar XJR-5                     | Jaguar Group 44                          | GTP                              |
| 14°                              | 70                               | Spice / Bellm / Galvin            | Spice-Tiga GC85 Ford             | Spice Engineering                        | C2                               |
| 15°                              | 151                              | Dören / Birrane / Libert          | BMW M1                           | H. Gall                                  | B                                |
| 16°                              | 75                               | Earle / Sheldon / Harrower        | Gebhardt JC843 Ford              | A.D.A. Engineering                       | C2                               |
| 17°                              | 42                               | Rondeau / Pignard / Raulet        | WM P83B Peugeot                  | WM-Peugeot                               | C1                               |
| 18°                              | 39                               | Justice / Sotty / Oudet           | Rondeau M382 Ford                | Bussi Racing                             | C1                               |
| 19°                              | 86                               | Kennedy / Martin / Martin         | Mazda 737C                       | Mazdaspeed Co. Ltd.                      | C2                               |
| 20°                              | 13                               | Courage / De Cadenet / Yvon       | Cougar C12 Porsche               | Primagaz                                 | C1                               |
| 21°                              | 99                               | Smith / Hoy / Nicholson           | Tiga GC285 Ford Turbo            | R. Baker Promotions Ford                 | C2                               |
| 22°                              | 34                               | Danner / Duxbury / Coppelli       | March 84G Porsche                | Kreepy Krauly Racing                     | C1                               |
| 23°                              | 95                               | Lacaud / Bassaler / Tapy          | Sauber SHS C6 BMW                | A. Bellanger-R. Bassaler                 | C2                               |
| 24°                              | 85                               | Katayama / Terada / Yorino        | Mazda 737C                       | Mazdaspeed Co. Ltd.                      | C2                               |
| 25°                              | 77                               | Crang / Lanfranchi / Lee-Davey    | Tiga GC84 Ford                   | Spice Engineering                        | C2                               |
| 26°                              | 74                               | Jelinski / Graham / Adams         | Gebhardt JC853 Ford              | Team Labatt                              | C2                               |
| 27°                              | 98                               | Duret / Andrews / Bain            | Tiga GC284 Ford Turbo            | R. Baker Promotions Ford                 | C2                               |
| 28°                              | 93                               | Heuclin / Descartes / Hubert      | ALD 01 BMW                       | Automobiles L. Descartes                 | C2                               |
| 29°                              | 41                               | Pessiot / Gaillard / Fornage      | WM P83B Peugeot                  | WM-Peugeot                               | C1                               |
| 30°                              | 18                               | Larrauri / Sigala / Tarquini      | Porsche 956                      | Brun Motorsport                          | C1                               |
| 31°                              | 19                               | Brun / Theys / Gouhier            | Porsche 962 C                    | Brun Motorsport                          | C1                               |
| 32°                              | 3                                | Holbert / Watson / Schuppan       | Porsche 962 C                    | Rothmans-Porsche                         | C1                               |
| 33°                              | 31                               | Yver / Rousselot / Servanin       | Rondeau M382 Ford                | Primagaz                                 | C1                               |
| 34°                              | 8                                | DeNarvaez / Miller / Belmondo     | Porsche 956                      | New-Man-Joest Racing                     | C1                               |
| 35°                              | 80                               | Finotto / Daccò / Bertuzzi        | Alba AR6 Carma                   | Carma F.F.                               | C2                               |
| 36°                              | 40                               | Redman / Adams / Haywood          | Jaguar XJR-5                     | Jaguar Group 44                          | GTP                              |
| 37°                              | 67                               | Gonin / Witmeur / de Thoisy       | Rondeau M482 Ford                | J.- Ph. Grand                            | C1                               |
| 38°                              | 38                               | Elgh / Lees / Suzuki              | Dome 85C-L Toyota                | Dome Team                                | C1                               |
| 39°                              | 90                               | Winther / Mercer / Smith-Haas     | URD C83 BMW                      | J. Winther Denmark                       | C2                               |
| 40°                              | 157                              | Pallavicini / Calderari / Vanoli  | BMW M1                           | A. Pallavicini                           | B                                |
| 41°                              | 156                              | Touroul / Perrier / Dermagne      | Porsche 911 SC                   | R. Touroul                               | B                                |
| 42°                              | 43                               | Andruet / Haldi / Dorchy          | WM P83B Peugeot                  | WM-Peugeot                               | C1                               |
| 43°                              | 104                              | Dubois / Striebig / del Bello     | Rondeau M379C Ford               | Ecurie Blanchet-Locatop                  | C2                               |
| 44°                              | 24                               | Cooper / Bourgoignie / de Dryver  | Cheetah G604 Aston Martin        | Cheetah Switzerland                      | C1                               |
| 45°                              | 79                               | Mallock / Leslie / Wilds          | Ecosse C285 Ford                 | Ecurie Ecosse                            | C2                               |
| 46°                              | 46                               | Bussi / Griffin / Speer           | Rondeau M482 Ford                | Bussi Racing (Bassaler)                  | C1                               |
| 47°                              | 152                              | Heger / Grohs / König             | BMW M1                           | Vogelsang                                | B                                |
| 48°                              | 100                              | Cohen-Olivar / Jones / Smith      | Chevron B62 Ford                 | (Bartlett Chevron Racing) Goodmans Sound | C2                               |
| 49°                              | 82                               | Giangrossi / Barberio / Radicella | Alba AR3 Ford                    | Grifo Autoracing                         | C2                               |

## 1000 Kilómetros de Hockenheim
| 14/07/1985 Autódromo de Hockenheim | 14/07/1985 Autódromo de Hockenheim | 14/07/1985 Autódromo de Hockenheim | 14/07/1985 Autódromo de Hockenheim | 14/07/1985 Autódromo de Hockenheim | 14/07/1985 Autódromo de Hockenheim |
| Pos                                | N°                                 | Piloto                             | Auto                               | Equipo                             | Clase                              |
| ---------------------------------- | ---------------------------------- | ---------------------------------- | ---------------------------------- | ---------------------------------- | ---------------------------------- |
| 1°                                 | 2                                  | Stuck / Bell                       | Porsche 962 C                      | Rothmans Porsche                   | C1                                 |
| 2°                                 | 18                                 | Larrauri / Sigala                  | Porsche 956                        | Brun Motorsport                    | C1                                 |
| 3°                                 | 7                                  | Barilla / Ludwig                   | Porsche 956B                       | New Man-Joest-Racing               | C1                                 |
| 4°                                 | 5                                  | Baldi / Wollek                     | Lancia LC2-85                      | Martini Lancia                     | C1                                 |
| 5°                                 | 14                                 | Palmer / Hobbs                     | Porsche 956 GTi                    | Richard Lloyd-Racing               | C1                                 |
| 6°                                 | 20                                 | Berger / Brun                      | Porsche 956                        | Brun Motorsport                    | C1                                 |
| 7°                                 | 26                                 | Regout / Lässig / Pareja           | Porsche 956                        | Obermaier-Racing GmbH              | C1                                 |
| 8°                                 | 79                                 | Mallock / Leslie / Wilds           | Ecosse C285 Ford                   | Ecurie Ecosse                      | C2                                 |
| 9°                                 | 70                                 | Bellm / Spice                      | Spice-Tiga GC85 Ford               | Spice Engineering                  | C2                                 |
| 10°                                | 80                                 | Facetti / Finotto / Cesario        | Alba AR6 Carma                     | Carma F.F. S.R.L.                  | C2                                 |
| 11°                                | 151                                | Dören / Gall / Reich               | BMW M1                             | Sportwagencenter D. Oster          | B                                  |
| 12°                                | 153                                | Göring / Haldi / Krankenberg       | BMW M1                             | Bäuerle Farben Team                | B                                  |
| 13°                                | 88                                 | Andrews / Payne                    | Ceekar 83J-1 Ford                  | Arthur Hough Pressings             | C2                                 |
| 14°                                | 90                                 | Mercer / Winther / Birrane         | URD C83 BMW                        | Jens Winther                       | C2                                 |
| 15°                                | 158                                | König / Grohs                      | BMW M1                             | Vogelsang Automobile GmbH          | B                                  |
| 16°                                | 100                                | Jones / Cohen-Olivar / Smith       | Chevron B62 Ford                   | John Bartlett-Chevron Racing       | C2                                 |
| 17°                                | 46                                 | Thoelke / Becker                   | Zakspeed C1/8 Ford                 | Kumsan-Tiger-Team                  | C1                                 |
| 18°                                | 99                                 | Kimpton / Smith / Baker            | Tiga GC284 Ford Turbo              | R. B. Promotions Ltd.              | C2                                 |
| 19°                                | 4                                  | Patrese / Nannini                  | Lancia LC2-85                      | Martini Lancia                     | C1                                 |
| 20°                                | 1                                  | Mass / Ickx                        | Porsche 962 C                      | Rothmans Porsche                   | C1                                 |
| 21°                                | 34                                 | Nabrink / Danner / Los             | March 84G Porsche                  | Cosmic Racing Promotions           | C1                                 |
| 22°                                | 19                                 | Bellof / Boutsen                   | Porsche 956B                       | Brun Motorsport                    | C1                                 |
| 23°                                | 9                                  | Winkelhock / Surer                 | Porsche 962 C                      | Porsche Kremer Racing              | C1                                 |
| 24°                                | 81                                 | Frey / Vanoli                      | Alba AR2 Carma                     | Carma F.F. S.R.L.                  | C2                                 |
| 25°                                | 72                                 | Lechner / Adámek / Gebhardt        | Gebhardt JC843 Ford                | Sachs-Sporting                     | C2                                 |
| 26°                                | 105                                | Nykjaer / Knudsen                  | Nykjaer - BMW                      | Jens Nykjaer                       | C2                                 |
| 27°                                | 10                                 | Niedzwiedz / Kroesemeijer          | Porsche 956                        | Porsche Kremer Racing              | C1                                 |
| 28°                                | 8                                  | Konrad / "Winter" / Weidler        | Porsche 956                        | New Man-Joest-Racing               | C1                                 |
| 29°                                | 98                                 | Hoy / Thyrring                     | Tiga GC285 Ford Turbo              | R. B. Promotions Ltd.              | C2                                 |
| 30°                                | 104                                | Striebig / Dubois / del Bello      | Rondeau M379C Ford                 | Blanchet-Locatop                   | C2                                 |
| 31°                                | 82                                 | Barberio / Giangrossi / Gellini    | Alba AR3 Ford                      | Grifo Autoracing                   | C2                                 |
| 32°                                | 171                                | Pallavicini / Taverna / "Victor"   | Porsche 935                        | "Victor"                           | GTX                                |
| 33°                                | 74                                 | Jelinski / Graham / Reuter         | Gebhardt JC853 Ford                | Team Labatt                        | C2                                 |
| 34°                                | 93                                 | Heuclin / Descartes                | ALD 01 BMW                         | Louis Descartes                    | C2                                 |
| 35°                                | 24                                 | Needell / Cooper                   | Cheetah G604 Aston Martin          | Cheetah Automobiles                | C1                                 |
| 36°                                | 102                                | Wagenstetter / Hild                | Lotec C302 Ford                    | Motorsportclub Wasserburg          | C2                                 |
| 37°                                | 97                                 | Schanche / Dickens                 | Strandell 85 Porsche               | Strandell Motors                   | C2                                 |

## 1000 Kilómetros de Mosport
| 11/08/1985 Autódromo de Mosport | 11/08/1985 Autódromo de Mosport | 11/08/1985 Autódromo de Mosport         | 11/08/1985 Autódromo de Mosport | 11/08/1985 Autódromo de Mosport | 11/08/1985 Autódromo de Mosport |
| Pos                             | N°                              | Piloto                                  | Auto                            | Equipo                          | Clase                           |
| ------------------------------- | ------------------------------- | --------------------------------------- | ------------------------------- | ------------------------------- | ------------------------------- |
| 1°                              | 2                               | Stuck / Bell                            | Porsche 962 C                   | Rothmans Porsche                | C1                              |
| 2°                              | 1                               | Ickx / Mass                             | Porsche 962 C                   | Rothmans Porsche                | C1                              |
| 3°                              | 52                              | Schlesser / Brundle / Thackwell         | Jaguar XJR-6                    | TWR Jaguar                      | C1                              |
| 4°                              | 11                              | Heimrath, Jr. / Heimrath / Kroesemeijer | Porsche 956                     | Porsche Kremer Racing           | C1                              |
| 5°                              | 70                              | Spice / Bellm                           | Spice-Tiga GC85 Ford            | Spice Engineering               | C2                              |
| 6°                              | 74                              | Graham / Jelinski                       | Gebhardt JC853 Ford             | Gebhardt Motorsport             | C2                              |
| 7°                              | 18                              | "Fomfor" / Bieri / Gysler               | Sauber C7 Chevrolet             | Bieri Racing                    | GTP                             |
| 8°                              | 88                              | Andrews / Payne                         | Ceekar 83J-1 Ford               | Arthur Hough Pressings          | C2                              |
| 9°                              | 165                             | Thompson / English                      | Chevrolet Camaro                | Gary English                    | GTO                             |
| 10°                             | 154                             | Zwiren / Peters / Dawe                  | Mazda RX-7                      | Zwiren Racing                   | GTU                             |
| 11°                             | 80                              | Facetti / Finotto / Frey                | Alba AR6 Carma                  | Carma FF                        | C2                              |
| 12°                             | 82                              | Gellini / Barberio                      | Alba AR3 Ford                   | Grifo Autoracing                | C2                              |
| 13°                             | 34                              | Danner / Los / Nabrink                  | March 84G Porsche               | Cosmik Racing                   | C1                              |
| 14°                             | 98                              | DeMarco / Grantham                      | Tiga GC285 Ford Turbo           | Roy Baker Promotions            | C2                              |
| 15°                             | 153                             | Bartling / Hochreuter                   | Porsche Carrera RSR             |                                 | GTO                             |
| 16°                             | 139                             | Brezinka / Burnett / Centano            | Porsche Carrera RSR             | R & H Racing                    | GTO                             |
| 17°                             | 10                              | Surer / Winkelhock                      | Porsche 962 C                   | Porsche Kremer Racing           | C1                              |
| 18°                             | 100                             | Smith / Dickens / Cohen-Olivar          | Chevron B62 Ford                | John Bartlett Racing            | C2                              |
| 19°                             | 51                              | Brundle / Thackwell                     | Jaguar XJR-6                    | TWR Jaguar                      | C1                              |

## 1000 Kilómetros de Spa
| 01/09/1985 Circuito de Spa-Francorchamps | 01/09/1985 Circuito de Spa-Francorchamps | 01/09/1985 Circuito de Spa-Francorchamps | 01/09/1985 Circuito de Spa-Francorchamps | 01/09/1985 Circuito de Spa-Francorchamps | 01/09/1985 Circuito de Spa-Francorchamps |
| Pos                                      | N°                                       | Piloto                                   | Auto                                     | Equipo                                   | Clase                                    |
| ---------------------------------------- | ---------------------------------------- | ---------------------------------------- | ---------------------------------------- | ---------------------------------------- | ---------------------------------------- |
| 1°                                       | 5                                        | Baldi / Wollek / Patrese                 | Lancia LC2-85                            | Martini Lancia                           | C1                                       |
| 2°                                       | 2                                        | Bell / Stuck                             | Porsche 962 C                            | Rothmans/Porsche                         | C1                                       |
| 3°                                       | 7                                        | Barilla / Ludwig                         | Porsche 956B                             | New Man Joest Racing                     | C1                                       |
| 4°                                       | 4                                        | Patrese / Nannini / Baldi                | Lancia LC2-85                            | Martini Lancia                           | C1                                       |
| 5°                                       | 51                                       | Thackwell / Brundle                      | Jaguar XJR-6                             | Jaguar                                   | C1                                       |
| 6°                                       | 8                                        | "Winter" / Duez / Weidler                | Porsche 956                              | New Man Joest Racing                     | C1                                       |
| 7°                                       | 34                                       | Danner / Los                             | March 84G Porsche                        | Cosmik Racing Promotion                  | C1                                       |
| 8°                                       | 26                                       | Lässig / Regout / Pareja                 | Porsche 956                              | Obermaier-Racing                         | C1                                       |
| 9°                                       | 70                                       | Bellm / Spice                            | Spice-Tiga GC85 Ford                     | Spice Engineering                        | C2                                       |
| 10°                                      | 24                                       | de Dryver / Dieudonné / Bourgoignie      | Cheetah G604 Aston Martin                | Cheetah Automobiles Switzerland          | C1                                       |
| 11°                                      | 10                                       | Surer / Kroesemeijer                     | Porsche 956                              | Porsche Kremer Racing                    | C1                                       |
| 12°                                      | 74                                       | Jelinski / Graham / Dickens              | Gebhardt JC853 Ford                      | Team Labatt                              | C2                                       |
| 13°                                      | 90                                       | Mercer / Winther                         | URD C83 BMW                              | Jens Winther                             | C2                                       |
| 14°                                      | 79                                       | Leslie / Wilds                           | Ecosse C285 Ford                         | Ecurie Ecosse                            | C2                                       |
| 15°                                      | 82                                       | Barberio / Gellini                       | Alba AR3 Ford                            | Griffo Autoracing                        | C2                                       |
| 16°                                      | 88                                       | Andrews / Payne / Ashmore                | Ceekar 83J-1 Ford                        | Arthur Hough Pressings                   | C2                                       |
| 17°                                      | 95                                       | Lacaud / Brucelle / Tremblay             | Sauber SHS C6 BMW                        | Paec Lacaud Dominique                    | C2                                       |
| 18°                                      | 105                                      | Nykjaer / Knudsen                        | Nykjaer - BMW                            | Jens Nykjaer                             | C2                                       |
| 19°                                      | 98                                       | Smith / Kimpton                          | Tiga GC285 Ford Turbo                    | R. B. Promotions Ltd.                    | C2                                       |
| 20°                                      | 160                                      | "Victor" / Palma / Taverna               | Porsche 935                              | Victor Racing Team                       | GTX                                      |
| 21°                                      | 13                                       | Pescarolo / Courage                      | Cougar C12 Porsche                       | Cougar Primagaz                          | C1                                       |
| 22°                                      | 158                                      | Hamelmann / Libert / Micangeli           | BMW M1                                   | Sportwagen Center Dieter Oster           | B                                        |
| 23°                                      | 93                                       | Descartes / Heuclin                      | ALD 01 BMW                               | Louis Descartes                          | C2                                       |
| 24°                                      | 80                                       | Facetti / Finotto / Coppelli             | Alba AR6 Carma                           | Carma FF                                 | C2                                       |
| 25°                                      | 19                                       | Boutsen / Bellof                         | Porsche 956B                             | Brun Motorsport                          | C1                                       |
| 26°                                      | 1                                        | Mass / Ickx                              | Porsche 962 C                            | Rothmans/Porsche                         | C1                                       |
| 27°                                      | 18                                       | Larrauri / Sigala                        | Porsche 956                              | Brun Motorsport                          | C1                                       |
| 28°                                      | 99                                       | Rossiter / Thyrring                      | Tiga GC284 Ford Turbo                    | R. B. Promotions Ltd.                    | C2                                       |
| 29°                                      | 97                                       | Olofsson / Gronvall                      | Strandell 85 Porsche                     | Strandell Motors                         | C2                                       |
| 30°                                      | 100                                      | Cohen-Olivar / Leim / Jones              | Chevron B62 Ford                         | John Bartlett Racing                     | C2                                       |
| 31°                                      | 66                                       | Needell / Weaver / O'Rourke              | EMKA C84/1 Aston Martin                  | EMKA Productions Ltd.                    | C1                                       |
| 32°                                      | 52                                       | Schlesser / Heyer                        | Jaguar XJR-6                             | Jaguar                                   | C1                                       |
| 33°                                      | 107                                      | Ferrarin / Rossiaud                      | Isolia 001 BMW                           | Jean-Claude Ferrarin                     | C2                                       |

## 1000 Kilómetros de Brands Hatch
| 22/09/1985 Autódromo de Brands Hatch | 22/09/1985 Autódromo de Brands Hatch | 22/09/1985 Autódromo de Brands Hatch | 22/09/1985 Autódromo de Brands Hatch | 22/09/1985 Autódromo de Brands Hatch | 22/09/1985 Autódromo de Brands Hatch |
| Pos                                  | N°                                   | Piloto                               | Auto                                 | Equipo                               | Clase                                |
| ------------------------------------ | ------------------------------------ | ------------------------------------ | ------------------------------------ | ------------------------------------ | ------------------------------------ |
| 1°                                   | 2                                    | Stuck / Bell                         | Porsche 962 C                        | Rothmans Porsche                     | C1                                   |
| 2°                                   | 1                                    | Mass / Ickx                          | Porsche 962 C                        | Rothmans Porsche                     | C1                                   |
| 3°                                   | 5                                    | Wollek / de Cesaris / Baldi          | Lancia LC2-85                        | Martini Racing                       | C1                                   |
| 4°                                   | 4                                    | Patrese / Nannini                    | Lancia LC2-85                        | Martini Racing                       | C1                                   |
| 5°                                   | 3                                    | Schuppan / Holbert                   | Porsche 956 PDK                      | Rothmans Porsche                     | C1                                   |
| 6°                                   | 79                                   | Mallock / Wilds                      | Ecosse C285 Ford                     | Ecurie Ecosse                        | C2                                   |
| 7°                                   | 34                                   | Olofsson / Galica / Los              | March 84G Porsche                    | Cosmik Racing                        | C1                                   |
| 8°                                   | 80                                   | Finotto / Coppelli / Facetti         | Alba AR6 Carma                       | Carma FF                             | C2                                   |
| 9°                                   | 93                                   | Heuclin / Descartes                  | ALD 01 BMW                           | Louis Descartes                      | C2                                   |
| 10°                                  | 75                                   | Adams / Taylor / Harrower            | Gebhardt JC843 Ford                  | ADA Engineering                      | C2                                   |
| 11°                                  | 151                                  | Dören / Gall                         | BMW M1                               | Helmut Gall                          | B                                    |
| 12°                                  | 98                                   | Smith / Kimpton / Wood               | Tiga GC285 Ford Turbo                | Roy Baker Promotions                 | C2                                   |
| 13°                                  | 95                                   | Lacaud / Bassaler                    | Sauber SHS C6 BMW                    | Roland Bassaler                      | C2                                   |
| 14°                                  | 107                                  | Ferrarin / Rossiaud                  | Isolia 001 BMW                       | Jean-Claude Ferrarin                 | C2                                   |
| 15°                                  | 90                                   | Mercer / Winther                     | URD C83 BMW                          | Jens Winther Denmark                 | C2                                   |
| 16°                                  | 82                                   | Gellini / Barberio / Frey            | Alba AR3 Ford                        | Griffo Autoracing                    | C2                                   |
| 17°                                  | 52                                   | Lammers / Heyer                      | Jaguar XJR-6                         | TWR Jaguar                           | C1                                   |
| 18°                                  | 88                                   | Payne / Ashmore / Andrews            | Ceekar 83J-1 Ford                    | Arthur Hough Pressings               | C2                                   |
| 19°                                  | 66                                   | Needell / Galvin / O'Rourke          | EMKA C84/1 Aston Martin              | EMKA Productions                     | C1                                   |
| 20°                                  | 24                                   | Brindley / de Dryver / Regout        | Cheetah G604 Aston Martin            | Cheetah Automobiles Switzerland      | C1                                   |
| 21°                                  | 99                                   | Hoy / Bain / Catlow                  | Tiga GC284 Ford Turbo                | Roy Baker Promotions                 | C2                                   |
| 22°                                  | 16                                   | Leslie / Cleare                      | Porsche CK5                          | RC Racing                            | C1                                   |
| 23°                                  | 54                                   | Lee-Davey / Crang                    | Tiga GC84 Ford                       | Spice Engineering                    | C1                                   |
| 24°                                  | 100                                  | Cohen-Olivar / Dickens / Sheldon     | Chevron B62 Ford                     | Chevron Racing with John Bartlett    | C2                                   |
| 25°                                  | 51                                   | Jones / Schlesser                    | Jaguar XJR-6                         | TWR Jaguar                           | C1                                   |
| 26°                                  | 70                                   | Spice / Bellm                        | Spice-Tiga GC85 Ford                 | Spice Engineering                    | C2                                   |

## 1000 Kilómetros de Fuji
| 06/10/1985 Autódromo de Fuji | 06/10/1985 Autódromo de Fuji | 06/10/1985 Autódromo de Fuji    | 06/10/1985 Autódromo de Fuji     | 06/10/1985 Autódromo de Fuji               | 06/10/1985 Autódromo de Fuji |
| Pos                          | N°                           | Piloto                          | Auto                             | Equipo                                     | Clase                        |
| ---------------------------- | ---------------------------- | ------------------------------- | -------------------------------- | ------------------------------------------ | ---------------------------- |
| 1°                           | 28                           | Hoshino                         | March 85G Nissan                 | Hoshino Racing                             | C1                           |
| 2°                           | 12                           | Nakako                          | LM 05C Nissan                    | Panasport Japan                            | C1                           |
| 3°                           | 36                           | Nakajima / Sekiya               | Tom's 85C Toyota                 | Tom's                                      | C1                           |
| 4°                           | 45                           | Nagasaka                        | Tom's 85C Toyota                 | Auto Beaurex Motorsport                    | C1                           |
| 5°                           | 50                           | Hasemi                          | March 85G Nissan                 | Hasemi Motorsport                          | C1                           |
| 6°                           | 60                           | Schuppan                        | Porsche 956                      | Trust Racing Team                          | C1                           |
| 7°                           | 35                           | Suzuki                          | Tom's 85C Toyota                 | Misaki Speed                               | C1                           |
| 8°                           | 30                           | Suzuki                          | Lola T810 Nissan                 | Central 20 Racing Team                     | C1                           |
| 9°                           | 38                           | Lees / Elgh                     | Dome 85C Toyota                  | Dome Motorsport                            | C1                           |
| 10°                          | 37                           | Needell                         | Tom's 85C Toyota                 | Team Ikuzawa                               | C1                           |
| 11°                          | 175                          | Koma                            | Toyota Celica (RA 63)            | Trust Racing Team                          | GTU                          |
| 12°                          | 172                          | Sakamoto                        | Mazda RX-7 855 (SA-22S)          | Top Fuel Racing                            | GTP                          |
| 13°                          | 57                           | Ogawa / Asai                    | Tom's 84C Toyota                 | Rays Racing Division                       | C1                           |
| 14°                          | 84                           | Mogi                            | Lotec M1C BMW                    | Auto Beaurex Motorsport                    | C2                           |
| 15°                          | 174                          | Seino / Kazama                  | Mazda RX-7 254 (SA-22S)          | OZ Racing                                  | GTX                          |
| 16°                          | 173                          | Sugai / Sugai                   | Mazda RX-7 254 (SA-22S)          | Mazda Sport Car Club                       | GTX                          |
| 17°                          | 96                           | Fujii / Sodeyama / Sawada       | Mishima Auto 84C BMW (MCS Guppy) | Mr S Racing Product                        | C2                           |
| 18°                          | 25                           | Takahashi / Takahashi           | Porsche 962 C                    | Advan Sports Nova                          | C1                           |
| 19°                          | 100                          | Smith / Birrane / Leim          | Chevron B62 Ford                 | Bartlett Chevron Racing with Goodman Sound | C2                           |
| 20°                          | 27                           | Yoneyama / Okada                | Porsche 956                      | From A Racing                              | C1                           |
| 21°                          | 98                           | Baker / Andrews                 | Tiga GC285 Ford Turbo            | Roy Baker Promotion Forf                   | C2                           |
| 22°                          | 7                            | Barilla / "Winter" / Duez       | Porsche 956B                     | Newman Joest Racing                        | C1                           |
| 23°                          | 14                           | Acheson / Dumfries              | Porsche 956 GTi                  | Richard Lloyd Racing with Porsche          | C1                           |
| 24°                          | 34                           | Olofsson / Los / Cleare         | March 84G Porsche                | Kreepy Krauly Racing                       | C1                           |
| 25°                          | 86                           | Terada / Kennedy                | Mazda 737C                       | Mazdaspeed                                 | C2                           |
| 26°                          | 85                           | Katayama / Yorino               | Mazda 737C                       | Mazdaspeed                                 | C2                           |
| 27°                          | 33                           | Gartner / Roe                   | Porsche 956B                     | John Fitzpatrick Racing                    | C1                           |
| 28°                          | 48                           | Takahara / Totani               | Porsche 956B                     | Alpha Cubic Racing Team                    | C1                           |
| 29°                          | 51                           | Thackwell / Nielsen             | Jaguar XJR-6                     | TWR Jaguar                                 | C1                           |
| 30°                          | 52                           | Soper / Heyer                   | Jaguar XJR-6                     | TWR Jaguar                                 | C1                           |
| 31°                          | 24                           | de Dryver / Ferrier             | Cheetah G604 Aston Martin        | Cheetah Automobiles Schwitzerland          | C1                           |
| 32°                          | 8                            | DeNarvaez / Belmondo / "Winter" | Porsche 956                      | Newman Joest Racing                        | C1                           |
| 33°                          | 2                            | Bell / Stuck                    | Porsche 962 C                    | Rothmans Porsche                           | C1                           |
| 34°                          | 1                            | Ickx / Mass                     | Porsche 962 C                    | Rothmans Porsche                           | C1                           |
| 35°                          | 74                           | Jelinski / Graham / Dickens     | Gebhardt JC853 Ford              | Team Gebhardt                              | C2                           |

## 800 Kilómetros de Selangor
| 01/12/1985 Circuito de Selangor | 01/12/1985 Circuito de Selangor | 01/12/1985 Circuito de Selangor | 01/12/1985 Circuito de Selangor | 01/12/1985 Circuito de Selangor | 01/12/1985 Circuito de Selangor |
| Pos                             | N°                              | Piloto                          | Auto                            | Equipo                          | Clase                           |
| ------------------------------- | ------------------------------- | ------------------------------- | ------------------------------- | ------------------------------- | ------------------------------- |
| 1°                              | 1                               | Mass / Ickx                     | Porsche 962 C                   | Rothmans Porsche                | C1                              |
| 2°                              | 51                              | Thackwell / Nielsen / Lammers   | Jaguar XJR-6                    | TWR Jaguar                      | C1                              |
| 3°                              | 69                              | Schuppan / Weaver               | Porsche 956                     | Rothmans Porsche                | C1                              |
| 4°                              | 33                              | Konrad / Miedecke               | Porsche 956B                    | John Fitzpatrick Racing         | C1                              |
| 5°                              | 18                              | Larrauri / Sigala / Jelinski    | Porsche 956                     | Brun Motorsport                 | C1                              |
| 6°                              | 75                              | Clements / Piper / Harrower     | Gebhardt JC843 Ford             | ADA Engineering                 | C2                              |
| 7°                              | 82                              | Barberio / Frey / Nicholson     | Alba AR3 Ford                   | Griffo Autoracing               | C2                              |
| 8°                              | 34                              | Danner / Los                    | March 84G Porsche               | Cosmik Racing                   | C1                              |
| 9°                              | 99                              | Hall / Palmer                   | Tiga GC284 Ford Turbo           | Roy Baker Promotions            | C2                              |
| 10°                             | 88                              | Payne / Andrews                 | Ceekar 83J-1 Ford               | Arthur Hough Pressings          | C2                              |
| 11°                             | 100                             | Leim / Smith / Donovan          | Chevron B62 Ford                | Bartlett Chevron Racing         | C2                              |
| 12°                             | 2                               | Stuck / Bell                    | Porsche 956 PDK                 | Rothmans Porsche                | C1                              |
| 13°                             | 98                              | Bain / Wallace / Baker          | Tiga GC285 Ford Turbo           | Roy Baker Promotions            | C2                              |
| 14°                             | 74                              | Dickens / Lechner               | Gebhardt JC853 Ford             | Gebhardt Motosport              | C2                              |
| 15°                             | 52                              | Brancatelli / Lammers           | Jaguar XJR-6                    | TWR Jaguar                      | C1                              |

| Predecesor: WSC 1984 | Campeonato Mundial de Resistencia 1985 | Sucesor: WSC 1986 |

- Datos: Q2409290